# Албано (језеро)
Језеро Албано је језеро мале површине (6 km2) чије воде испуњавају кратер вулканског порекла. Смештено је у Албанским брдима у регији Лацио, у подножју Монте Кава, 20 km југоисточно од Рима.
Албано је био домаћин такмичења у кануу и веслању на Летњим олимпијским играма 1960. године које су одржане у Риму.
У римско доба језеро је било познато као Албанус Лакус и недалеко од њега налазио се антички град Алба Лонга.
Са дубином од око 170 m, језеро Албано је најдубље језеро у регији Лацио. Дугачко је 3,5 km, а широко 2,3 km. Формирано је спајањем два вулканска кратера, на шта указује гребен у његовом центру, који се уздиже до висине од 70 m. Плутарх извештава да је 406. године пре нове ере језеро нарасло преко околних брда, упркос томе што није било кише, нити притока које би се уливале у језеро и које би изазвале пораст нивоа воде. Поплава која је уследила уништила је поља и винограде пре него што се на крају одлила у море. Сматра се да је пораст нивоа воде био изазван вулканским гасовима заробљеним у седименту на дну језера. Ови гасови постепено се нагомилавају док се изненада не ослободе, узрокујући преливање воде.